# 케어로 (인디애나주)
케어로(Cairo)는 미국 인디애나 주에 있는 소행정도시이다. 원래 이 도시는 이집트계 미국인 1세대들의 후예들이 1969년에 주도하여 일군 도시인데 닉슨 대통령도 모두 이 도시의 재창설 및 승격을 원조하였다.